# LEGO Pharaoh's Quest
LEGO Pharaoh's Quest var en produktlinje produceret af den danske legetøjskoncern LEGO, der foregik i Egypten, hvor en grupper eventyrere ledte efter skatte fra Det gamle Egypten. Det blev produceret fra 2011 til 2012 og det benyttede elementer fra den tidligere Adventurers serie, særligt Desert-undertemaet fra 1998-1999.

## Sæt
| Nr.    | Sæt                        | Udgivet | Dele | Minifigurer                                                                                    | Ref.  |
| ------ | -------------------------- | ------- | ---- | ---------------------------------------------------------------------------------------------- | ----- |
| 7305   | Scarab Attack              | 2011    | 44   | Jake Raines                                                                                    | [ 1 ] |
| 7306   | Golden Staff Guardians     | 2011    | 70   | Mac McCloud and Mummies (2)                                                                    | [ 2 ] |
| 7307   | Flying Mummy Attack        | 2011    | 125  | Jake Raines and Flying Mummies (2)                                                             | [ 3 ] |
| 7325   | Cursed Cobra Statue        | 2011    | 213  | Jake Raines, Helena Skvalling and Mummy                                                        | [ 4 ] |
| 7326   | Rise of the Sphinx         | 2011    | 527  | Jake Raines and Mummies (2)                                                                    | [ 5 ] |
| 7327   | Scorpion Pyramid           | 2011    | 792  | Jake Raines, Mac McCloud, Professor Hale, Pharaoh Amset-Ra, Anubis Guards (2) and Flying Mummy | [ 6 ] |
| 30090  | Desert Glider              | 2011    | 33   | Jake Raines                                                                                    | [ 7 ] |
| 30091  | Desert Rover               | 2011    | 34   | Jake Raines                                                                                    | [ 8 ] |
| 853176 | Skeleton Mummy Battle Pack | 2011    | 29   | Flying Mummy, Mummies (2)                                                                      | [ 9 ] |